# Parlement van Sierra Leone
Het Parlement van Sierra Leone (Engels: Parliament of Sierra Leone) is een eenkamerparlement dat 146 leden telt. Van hen worden er 132 rechtstreeks gekozen en 14 benoemd. De benoemde leden zijn Paramount Chiefs van de verschillende stammen.
Bij de verkiezingen van 2018 werd het All People's Congress (APC) met 68 zetels de grootste partij. Van 1978 tot 1991 was het APC de enige toegestane partij van het land. De belangrijkste rivaal van het APC is de Sierra Leone People's Party (SLPP). De SLPP behaalden in 2018 49 zetels.
Door de geschiedenis heen heeft het parlement verschillende namen gekend:
- Wetgevende Raad (1863-1954)
- Huis van Afgevaardigden (1954-1960)
- Parlement van Sierra Leone (1960-)

## Zetelverdeling